# Никитье (Калужская область)
Никитье — деревня в Перемышльском районе Калужской области, в составе сельского поселения «Деревня Песочня».

## География
Расположена на левом берегу реки Ужердь в 6 километрах от деревни Песочня и в 7 километрах к югу от федеральной автодороги Р-132 «Золотое кольцо».

## Население
| 2002 | 2010 |
| ---- | ---- |
| 2    | →2   |

## История
Располагается на месте существовавшей в XVIII—XX веках деревни Толстиково (Толстикова). В атласе Калужского наместничества, изданного в 1782 году, — Толстикова, обозначена на карте и упоминается как деревня Перемышльского уезда

Деревня Толстикова, Михайло Яковлевича Маслова, Федора Петрова, АлександрЪ Федорова дѣтей Володимировыхҍ Варвары Петровой дочери Молчановой, Николая Григорьева сына Полонскаго.— Описания и алфавиты к Калужскому атласу Ч.2.
В 1858 году деревня (вл.) Толстиково 1-го стана Перемышльского уезда, при речке Жерди, 9 дворах и 66 жителях.
К 1914 году Толстиково — деревня Желовской волости Перемышльского уезда Калужской губернии. В 1913 году оседлого населения 72 человека.
В годы Великой Отечественной войны деревня была оккупирована войсками Нацистской Германии с начала октября по 22 декабря 1941 года. Освобождена в ходе Калужской наступательной операции частями 258-й и 290-й стрелковых дивизий 50-й армии генерал-лейтенанта И. В. Болдина.